# Nanami Kitamura
Nanami Kitamura (北村 菜々美?, Kitamura Nanami; 25 novembre 1999) è una calciatrice giapponese, centrocampista del Tokyo Verdy Beleza e difensore della nazionale giapponese.

## Carriera
Nata nella prefettura di Osaka, Kitamura  si avvicina al calcio fin da giovanissima, iniziando a giocare mentre frequentava le scuole elementari nello Shokakuji Football Club e nell'Osaka Karita Junior Soccer Club. In quel periodo inizia a disputare i suoi primi tornei, riuscendo a mettersi in luce nell'estate 2011, al "14th Kaminabe Junior Soccer Summer Carnival" sponsorizzato dal Kobe Shinbun, vincendo il suo primo trofeo individuale. Nell'ottobre dello stesso anno viene selezionata dall'Osaka Football Association per partecipare a un approfondimento delle tecniche di gioco all'OFA Central Training Center Women's U-12.
Mentre frequenta la scuola media si trasferisce al Cerezo Osaka Yanmar, iniziando la trafila nelle sue formazioni giovanili fino al 2015, venendo dall'anno successivo aggregata alla prima squadra che disputa la Division 2 della Nadeshiko League, secondo livello del campionato giapponese femminile di calcio. Pur chiudendo solo al secondo posto, al termine della stagione 2017 la sua squadra ottiene la promozione in Division 1, tuttavia alla loro prima stagione nel campionato di vertice Kitamura e compagne non riescono ad essere sufficientemente competitive chiudendo al 10º e ultimo posto venendo di conseguenza retrocesse. Nel 2019, dopo un'ottima annata, chiusa ad un solo punto dalla capolista Ehime, la squadra ottiene la sua seconda promozione in Division 1, con Kitamura che contribuisce ad ottenere la migliore prestazione del club, chiudendo al 4º posto, tuttavia con la riforma del campionato giapponese e l'introduzione della nuova Women Empowerment League quale primo livello professionistico, la società decide di non iscriversi.
Nel gennaio 2021 il Tokyo Verdy Beleza annuncia il suo trasferimento alla squadra della capitale nipponica per il campionato di WE League 2021-2022.

## Statistiche

### Cronologia presenze e reti in nazionale
| Cronologia completa delle presenze e delle reti in nazionale ― Giappone | Cronologia completa delle presenze e delle reti in nazionale ― Giappone | Cronologia completa delle presenze e delle reti in nazionale ― Giappone | Cronologia completa delle presenze e delle reti in nazionale ― Giappone | Cronologia completa delle presenze e delle reti in nazionale ― Giappone | Cronologia completa delle presenze e delle reti in nazionale ― Giappone | Cronologia completa delle presenze e delle reti in nazionale ― Giappone | Cronologia completa delle presenze e delle reti in nazionale ― Giappone |
| Data                                                                    | Città                                                                   | In casa                                                                 | Risultato                                                               | Ospiti                                                                  | Competizione                                                            | Reti                                                                    | Note                                                                    |
| ----------------------------------------------------------------------- | ----------------------------------------------------------------------- | ----------------------------------------------------------------------- | ----------------------------------------------------------------------- | ----------------------------------------------------------------------- | ----------------------------------------------------------------------- | ----------------------------------------------------------------------- | ----------------------------------------------------------------------- |
| 8-4-2021                                                                | Yokohama                                                                | Giappone                                                                | 7 – 0                                                                   | Paraguay                                                                | Amichevole                                                              | -                                                                       |                                                                         |
| 11-4-2021                                                               | Tokyo                                                                   | Giappone                                                                | 7 – 0                                                                   | Panama                                                                  | Amichevole                                                              | -                                                                       |                                                                         |
| 10-6-2021                                                               | Hiroshima                                                               | Giappone                                                                | 8 – 0                                                                   | Ucraina                                                                 | Amichevole                                                              | -                                                                       |                                                                         |
| Totale                                                                  |                                                                         | Presenze                                                                | 3                                                                       |                                                                         | Reti                                                                    | 0                                                                       |                                                                         |

## Palmarès

### Nazionale
- Campionato mondiale under 20: 1

2018
- Campionato asiatico under 19: 1

2017